# McCoy – fräck som fan
McCoy – fräck som fan (engelska: Shamus) är en amerikansk långfilm från 1973 i regi av Buzz Kulik, med Burt Reynolds, Dyan Cannon, John P. Ryan och Joe Santos i rollerna.

## Handling
Privatdetektiven Shamus McCoy (Burt Reynolds) blir kallad till huset där den excentriska diamanthandlaren Hume (Ron Weyand) bor. Hume har en uppgift åt Shamus; att återfinna en last stulna diamanter. Shamus undersökningar hindras på alla fronter och när han blir spöad av ett gäng som varnar honom från att undersöka affären förstår han att han ramlat över någonting stort.

## Rollista
| Burt Reynolds  | – Shamus McCoy       |
| Dyan Cannon    | – Alexis Montaigne   |
| John P. Ryan   | – Hardcore           |
| Joe Santos     | – Lieutenant Promuto |
| Giorgio Tozzi  | – Dottore            |
| Ron Weyand     | – E.J. Hume          |
| Larry Block    | – Springy            |
| Beeson Carroll | – Bolton             |
| Kevin Conway   | – The Kid            |

## Produktion
Filmen är löst baserad på Ed McBains böcker om 87:e polisdistriktet. Reynolds hade tidigare spelat in Snuten i 87:e (1972), vars manus skrivits av McBain själv. Filmen driver till viss del med de filmer om privatdetektiver som kommit innan, som Bogarts Utpressning från 1946.

## Mottagande
Recensenten på New York Times, Roger Greenspun, betraktade filmen långt ifrån ett mästerverk, men i jämförelse med de flesta andra filmer som levererades så var den stundtals riktigt bra:
| ” | ..."Shamus," which is full of appealing New York locations and much inventive action, ultimately amounts to little more than the kind of situation melodrama that the movies these days offer for excitement. On this level it is workmanlike, well-paced, modest, sometimes scary, and sometimes genuinely funny. | „ |